# 中藤義雄
中藤 義雄（なかとう よしお、1963年5月23日 - ）は、岡山県倉敷市出身の元プロ野球選手(内野手)。

## 来歴・人物
倉敷工業高時代は1番・遊撃手として活躍するが、甲子園出場は叶わなかった。
高校卒業後は、社会人野球のプリンスホテルへ入社。1986年の都市対抗野球に出場。同年のプロ野球ドラフト会議で近鉄バファローズから4位指名を受け入団。内野ならどこでも守れる器用さと好打で即戦力と期待された。
1年目の1987年は怪我で出遅れたが、シーズン後半に一軍登録されると、そこそこの活躍を見せた。2年目の1988年にはジュニアオールスターに選出されるなど二軍では活躍したが、一軍に昇格することはなかった。翌1989年のシーズンオフ、父親の病状悪化により家業を継ぐため現役を引退した。
引退後は、家業の水島地下工業を引き継ぎ社長に就任した。しかし、同社は2007年10月31日も破産手続開始を申し立て倒産する。その後、地元にバッティングセンターを開業し、個別レッスンも行ない約10人の甲子園球児も輩出した。その後、高校野球指導者を目指し通信制の星槎大学に入学し、2017年に教育免許を取得し卒業した。同年秋、母校である倉敷工業高のコーチに就任した。

## 詳細情報

### 年度別打撃成績
| 年 度    | 球 団    | 試 合 | 打 席 | 打 数 | 得 点 | 安 打 | 二 塁 打 | 三 塁 打 | 本 塁 打 | 塁 打 | 打 点 | 盗 塁 | 盗 塁 死 | 犠 打 | 犠 飛 | 四 球 | 敬 遠 | 死 球 | 三 振 | 併 殺 打 | 打 率 | 出 塁 率 | 長 打 率 | O P S |
| -------- | -------- | ----- | ----- | ----- | ----- | ----- | -------- | -------- | -------- | ----- | ----- | ----- | -------- | ----- | ----- | ----- | ----- | ----- | ----- | -------- | ----- | -------- | -------- | ----- |
| 1987     | 近鉄     | 16    | 36    | 35    | 4     | 10    | 1        | 0        | 0        | 11    | 0     | 0     | 0        | 0     | 0     | 1     | 0     | 0     | 8     | 1        | .286  | .306     | .314     | .620  |
| 通算:1年 | 通算:1年 | 16    | 36    | 35    | 4     | 10    | 1        | 0        | 0        | 11    | 0     | 0     | 0        | 0     | 0     | 1     | 0     | 0     | 8     | 1        | .286  | .306     | .314     | .620  |

### 記録
- 初出場：1987年8月26日、対阪急ブレーブス18回戦（阪急西宮球場）、8回裏に三塁手で出場
- 初先発出場：1987年8月27日、対阪急ブレーブス19回戦（阪急西宮球場）、8番・三塁手で先発出場
- 初安打：1987年8月29日、対南海ホークス18回戦（大阪スタヂアム）、3回表に加藤伸一から単打

### 背番号
- 29 （1987年 - 1989年）